# Ischnocnema spanios
Ischnocnema spanios é uma espécie de anfíbio  da família Brachycephalidae. Endémica do Brasil, onde pode ser encontrada nos municípios de Boraceia e Atibaia, no estado de São Paulo.
Os seus habitats naturais são: florestas subtropicais ou tropicais húmidas de baixa altitude. Está ameaçada por perda de habitat.